# Horngården
Horngården – ośmiokondygnacyjny budynek usytuowany przy placu Egertorget (do którego dochodzą ulice Karl Johans gate i Øvre Slottsgate), pod adresem Øvre Slottsgate 21 w Oslo w Norwegii.

## Opis
Horngården zbudowano w latach 1929–1930 według projektu architektów Larsa Backera i Frithjofa Stouda Platou, w stylu funkcjonalizmu. Stał się znany jako pierwszy norweski wysokościowiec.
Pierwotnie planowany był jako 12-piętrowy gmach, z cofniętą ostatnią kondygnacją, którego wysokość przewyższała ustawowe normy. Projekt wywołał debatę nad nieustawową wysokością budynku, która jednak nie przyniosła korzystnego rozstrzygnięcia. Nie zrobiono wyjątku i zgodnie z ówczesna ustawą, która regulowała zabudowę, nie zezwolono na wybudowanie wyższego budynku, tak jak przewidywał początkowy projekt. Wysokość budynku zredukowano do ośmiu pięter, pozostawiając jednakże otwartą możliwość przyszłej jego rozbudowy. Architekt Lars Backer zmarł w trakcie budowy w 1929 roku. Za ukończenie budowy odpowiadał architekt Frithjof Stoud Plautou.
Horngården otrzymał w 1930 roku norweską nagrodę architektoniczną „Sundts premie”.
Od 1997 roku jest zabytkiem kultury narodowej wpisanym pod nr. 86145 w bazie dziedzictwa kulturowego Norwegii. Ochroną głównego krajowego konserwatora zabytków (norw. riksantikvaren) objęta jest fasada budynku, jego struktura, układ pięter i zachodnia klatka schodowa.